# Campionato mondiale maschile di pallamano 2023
Il campionato mondiale maschile di pallamano 2023 è stata la ventottesima edizione del massimo torneo di pallamano per squadre nazionali maschili ad essere organizzata dalla International Handball Federation (IHF).
Si è tenuta in Polonia e Svezia dall'11 al 29 gennaio 2023. A vincere è stata la Danimarca, che ha conquistato il suo terzo mondiale di fila.

## Assegnazione
Otto nazioni hanno mostrato interesse per ospitare i mondiali del 2023:
- Corea del Sud
- Francia
- Norvegia
- Polonia
- Slovacchia
- Svezia
- Svizzera
- Ungheria

Con una selezione solamente tre nazioni sono rimaste in lizza per l'assegnazione dell'evento e il 15 aprile 2015 hanno presentato la documentazione necessaria. Il 21 aprile 2015 Polonia e Svezia hanno raggiunto un accordo per presentare la candidatura congiunta.
- Ungheria
- Polonia e  Svezia

La decisione era in programma per il 4 giugno 2015, ma il Congresso si riunì solamente il 6 novembre 2015. La Polonia e la Svezia furono scelte come ospitanti della manifestazione.

## Formato
Il formato del torneo è invariato rispetto all'edizione 2021. Le 32 nazionali partecipanti disputano un turno preliminare, nel quale sono divise in otto gironi da quattro squadre ciascuno. Le prime tre classificate di ciascun girone accedono al turno principale, nel quale sono divise in quattro gironi da sei squadre ciascuno. Le prime due classificate accedono ai quarti di finale per la conquista del titolo. Le squadre classificate dal terzo al sesto posto nel turno principale sono classificate dal nono al ventiquattresimo posto finale, in ordine, in base ai punti conquistati, poi alla differenza reti poi in base alle reti realizzate nel turno preliminare e, infine, per sorteggio. Le squadre classificate al quarto posto nel turno preliminare accedono alla Coppa del Presidente, dove sono divise in due gironi da quattro squadre ciascuno: al termine della fase a gironi, le squadre competono per le posizioni dal venticinquesimo al trentaduesimo posto finale in base ai piazzamenti.

## Impianti
| Cracovia                        | Danzica                         | Stoccolma                                                                | Malmö                                           | Göteborg                                        |
| ------------------------------- | ------------------------------- | ------------------------------------------------------------------------ | ----------------------------------------------- | ----------------------------------------------- |
| Tauron Arena                    | Ergo Arena                      | Tele2 Arena                                                              | Malmö Arena                                     | Scandinavium                                    |
| Capienza: 15,030                | Capienza: 11,409                | Capienza: 19,000                                                         | Capienza: 13,000                                | Capienza: 12,000                                |
|                                 |                                 |                                                                          |                                                 |                                                 |
| Cracovia Danzica Katowice Płock | Cracovia Danzica Katowice Płock | Svezia, in arancione, e Polonia, in verde sono separate dal Mar Baltico. | Göteborg Stoccolma Malmö Jönköping Kristianstad | Göteborg Stoccolma Malmö Jönköping Kristianstad |
| Katowice                        | Płock                           | Jönköping                                                                | Kristianstad                                    |                                                 |
| Spodek                          | Orlen Arena                     | Husqvarna Garden                                                         | Kristianstad Arena                              |                                                 |
| Capienza: 11,036                | Capienza: 5,492                 | Capienza: 7,000                                                          | Capienza: 4,700                                 |                                                 |
|                                 |                                 |                                                                          |                                                 |                                                 |

## Squadre partecipanti
I 32 posto sono così assegnati dall'IHF:
- Nazioni ospitanti: 2 posti
- Campione del Mondo in carica: 1 posto
- Africa: 5 posti
- Asia: 5 posti
- Europa: 12 posti
- Pan America: 5 posti

Nord America e Caraibi: 1 posto
Sud e Centro America: 4 posti
- Oceania/Wild card aggiuntiva[5]: 1 posto
- Wild card: 1 posto

| Competizione                                   | Data                           | Posti | Qualificate                                                                              |
| ---------------------------------------------- | ------------------------------ | ----- | ---------------------------------------------------------------------------------------- |
| Nazione ospitante                              | 6 novembre 2015                | 2     | Polonia Svezia                                                                           |
| Campionato mondiale 2021                       | 31 gennaio 2021                | 1     | Danimarca                                                                                |
| Campionato europeo 2022                        | 30 gennaio 2022                | 3     | Francia Norvegia Spagna                                                                  |
| Campionato asiatico 2022                       | 31 gennaio 2022                | 5     | Bahrein Iran Qatar Arabia Saudita Corea del Sud                                          |
| Campionato africano 2022                       | 18 luglio 2022                 | 5     | Algeria Capo Verde Egitto Marocco Tunisia                                                |
| Campionato sudamericano e centroamericano 2022 | 21-25 gennaio 2022             | 4     | Argentina Brasile Cile Uruguay                                                           |
| Campionato nordamericano e caraibico 2022      | 30 giugno 2022                 | 1     | Stati Uniti                                                                              |
| Qualificazioni europee                         | 7 novembre 2021-16 aprile 2022 | 9     | Belgio Croazia Germania Islanda Macedonia del Nord Montenegro Portogallo Serbia Ungheria |
| Wildcard                                       | 28 giugno 2022                 | 1+1   | Paesi Bassi Slovenia                                                                     |

## Arbitri
Le 25 coppie arbitrali sono state selezionate il 25 novembre 2021.
| Referees             | Referees                                |
| -------------------- | --------------------------------------- |
| Algeria              | Youcef Belkhiri Sid Ali Hamidi          |
| Argentina            | Julian Grillo Sebastián Lenci           |
| Argentina            | María Paolantoni Mariana García         |
| Bosnia ed Erzegovina | Amar Konjičanin Dino Konjičanin         |
| Croazia              | Matija Gubica Boris Milošević           |
| Danimarca            | Mads Hansen Jesper Madsen               |
| Egitto               | Alaa Emam Hossam Hedaia                 |
| Francia              | Charlotte Bonaventura Julie Bonaventura |

| Referees           | Referees                         |
| ------------------ | -------------------------------- |
| Francia            | Karim Gasmi Raouf Gasmi          |
| Germania           | Robert Schulze Tobias Tönnies    |
| Germania           | Maike Merz Tanja Kuttler         |
| Lituania           | Mindaugas Gatelis Vaidas Mažeika |
| Macedonia del Nord | Gjorgji Načevskij Slave Nikolov  |
| Montenegro         | Ivan Pavićević Miloš Ražnatović  |
| Norvegia           | Håvard Kleven Lars Jørum         |
| Portogallo         | Duarte Santos Ricardo Fonseca    |

| Referees      | Referees                        |
| ------------- | ------------------------------- |
| Rep. Ceca     | Václav Horáček Jiří Novotný     |
| Serbia        | Marko Sekulić Vladimir Jovandić |
| Slovenia      | Bojan Lah David Sok             |
| Corea del Sud | Koo Bon-ok Lee Se-ok            |
| Spagna        | Ignacio García Andreu Marín     |

| Referees | Referees                         |
| -------- | -------------------------------- |
| Svezia   | Mirza Kurtagic Mattias Wetterwik |
| Svizzera | Arthur Brunner Morad Salah       |
| Turchia  | Kürşad Erdoğan Ibrahim Özdeniz   |
| Ungheria | Ádám Bíró Olivér Kiss            |

## Turno preliminare
Per la qualificazione si seguono questi criteri:
1. punti conquistati;
2. punti negli scontri diretti;
3. differenza reti negli scontri diretti;
4. reti segnate negli scontri diretti;
5. differenza reti.

### Girone A

#### Classifica
| Pos. | Squadra    | Pt | G | V | N | P | GF | GS | DR  |
| ---- | ---------- | -- | - | - | - | - | -- | -- | --- |
| 1.   | Spagna     | 6  | 3 | 3 | 0 | 0 | 99 | 73 | +26 |
| 2.   | Montenegro | 4  | 3 | 2 | 0 | 1 | 94 | 94 | 0   |
| 3.   | Iran       | 2  | 3 | 1 | 0 | 2 | 78 | 93 | -15 |
| 4.   | Cile       | 0  | 3 | 0 | 0 | 2 | 83 | 94 | -11 |

#### Risultati
| Arbitri: | Amar Konjičanin Dino Konjičanin |

|                  |           |         |
| Er. Feuchtmann 6 | Marcatori | Oraei 7 |

| Arbitri: | Arthur Brunner Morad Salah |

|             |           |              |
| Odriozola 6 | Marcatori | B. Vujović 7 |

| Arbitri: | Duarte Santos Ricardo Fonseca |

|               |           |                  |
| M. Vujović 10 | Marcatori | Oraei, Sadeghi 7 |

| Arbitri: | Alaa Emam Hossam Hedaia |

|                 |           |                  |
| A. Dujshebaev 6 | Marcatori | Er. Feuchtmann 8 |

| Arbitri: | Kürşad Erdoğan Ibrahim Özdeniz |

|               |           |                  |
| M. Vujović 12 | Marcatori | Er. Feuchtmann 9 |

| Arbitri: | Koo Bon-ok Lee Se-ok |

|                 |           |                       |
| tre giocatori 4 | Marcatori | A. Dujshebaev, Solé 6 |

### Girone B

#### Classifica
| Pos. | Squadra        | Pt | G | V | N | P | GF  | GS  | DR  |
| ---- | -------------- | -- | - | - | - | - | --- | --- | --- |
| 1.   | Francia        | 6  | 3 | 3 | 0 | 0 | 102 | 78  | +24 |
| 2.   | Slovenia       | 4  | 3 | 2 | 0 | 1 | 96  | 77  | +19 |
| 3.   | Polonia        | 2  | 3 | 1 | 0 | 2 | 74  | 82  | -8  |
| 4.   | Arabia Saudita | 0  | 3 | 0 | 0 | 3 | 66  | 101 | -35 |

#### Risultati
| Arbitri: | Mirza Kurtagic Mattias Wetterwik |

|        |           |         |
| Mahé 5 | Marcatori | Sićko 7 |

| Arbitri: | Kürşad Erdoğan Ibrahim Özdeniz |

|               |           |        |
| Al-Muwallad 4 | Marcatori | Janc 6 |

| Arbitri: | Koo Bon-ok Lee Se-ok |

|         |           |                      |
| Lenne 8 | Marcatori | Al-Abbas, Al-Salem 5 |

| Arbitri: | Václav Horáček Jiří Novotný |

|          |           |           |
| Moryto 6 | Marcatori | Dolenec 7 |

| Arbitri: | Arthur Brunner Morad Salah |

|        |           |                |
| Vlah 9 | Marcatori | Mahé, Remili 7 |

| Arbitri: | Duarte Santos Ricardo Fonseca |

|          |           |            |
| Moryto 9 | Marcatori | Al-Abbas 5 |

### Girone C

#### Classifica
| Pos. | Squadra    | Pt | G | V | N | P | GF  | GS  | DR  |
| ---- | ---------- | -- | - | - | - | - | --- | --- | --- |
| 1.   | Svezia     | 6  | 3 | 3 | 0 | 0 | 107 | 57  | +50 |
| 2.   | Brasile    | 4  | 3 | 2 | 0 | 1 | 83  | 78  | +5  |
| 3.   | Capo Verde | 2  | 3 | 1 | 0 | 2 | 88  | 89  | -1  |
| 4.   | Uruguay    | 0  | 3 | 0 | 0 | 3 | 61  | 115 | -54 |

#### Risultati
| Arbitri: | Maike Merz Tanja Kuttler |

|           |           |                   |
| Furtado 6 | Marcatori | Rostagno, Rubbo 5 |

| Arbitri: | Bojan Lah David Sok |

|                |           |             |
| Gottfridsson 6 | Marcatori | Rodrigues 4 |

| Arbitri: | Marko Sekulić Vladimir Jovandić |

|             |           |           |
| Hackbarth 7 | Marcatori | Capello 5 |

| Arbitri: | Karim Gasmi Raouf Gasmi |

|                    |           |                     |
| Petterson, Wanne 5 | Marcatori | F. Landim, Moreno 6 |

| Arbitri: | Håvard Kleven Lars Jørum |

|          |           |          |
| Dupoux 7 | Marcatori | Moreno 7 |

| Arbitri: | Youcef Belkhiri Sid Ali Hamidi |

|             |           |              |
| De Agrela 5 | Marcatori | Johansson 11 |

### Girone D

#### Classifica
| Pos. | Squadra       | Pt | G | V | N | P | GF | GS  | DR  |
| ---- | ------------- | -- | - | - | - | - | -- | --- | --- |
| 1.   | Portogallo    | 4  | 3 | 2 | 0 | 1 | 85 | 74  | +11 |
| 2.   | Ungheria      | 4  | 3 | 2 | 0 | 1 | 96 | 81  | +15 |
| 3.   | Islanda       | 4  | 3 | 2 | 0 | 1 | 85 | 82  | +3  |
| 4.   | Corea del Sud | 0  | 3 | 0 | 0 | 3 | 76 | 105 | -29 |

#### Risultati
| Arbitri: | Youcef Belkhiri Sid Ali Hamidi |

|         |           |                 |
| Lékai 7 | Marcatori | tre giocatori 5 |

| Arbitri: | Robert Schulze Tobias Tönnies |

|           |           |           |
| Elísson 9 | Marcatori | Portela 8 |

| Arbitri: | Ivan Pavićević Miloš Ražnatović |

|         |           |          |
| Gomes 7 | Marcatori | Lee H. 4 |

| Arbitri: | Charlotte Bonaventura Julie Bonaventura |

|           |           |          |
| Elísson 9 | Marcatori | Ancsin 6 |

| Arbitri: | Maike Merz Tanja Kuttler |

|                |           |                |
| Kang, Kim Y. 4 | Marcatori | Ríkharðsson 11 |

| Arbitri: | Gjorgji Načevskij Slave Nikolov |

|            |           |        |
| F. Costa 6 | Marcatori | Bodó 5 |

### Girone E

#### Classifica
| Pos. | Squadra  | Pt | G | V | N | P | GF  | GS  | DR  |
| ---- | -------- | -- | - | - | - | - | --- | --- | --- |
| 1.   | Germania | 6  | 3 | 3 | 0 | 0 | 102 | 81  | +21 |
| 2.   | Serbia   | 4  | 3 | 2 | 0 | 1 | 103 | 85  | +18 |
| 3.   | Qatar    | 2  | 3 | 1 | 0 | 2 | 80  | 89  | -9  |
| 4.   | Algeria  | 0  | 3 | 0 | 0 | 3 | 72  | 102 | -30 |

#### Risultati
| Arbitri: | Boris Milošević Matija Gubica |

|         |           |          |
| Knorr 8 | Marcatori | Capote 5 |

| Arbitri: | Mindaugas Gatelis Vaidas Mažeika |

|            |           |        |
| Marsenić 9 | Marcatori | Arib 5 |

| Arbitri: | Mads Hansen Jesper Madsen |

|           |           |         |
| Mertens 7 | Marcatori | Kukić 7 |

| Arbitri: | Alaa Emam Hossam Hedaia |

|                   |           |               |
| Gačević, Madadi 7 | Marcatori | Abdi, Daoud 5 |

| Arbitri: | Oliver Kiss Adam Biró |

|        |           |               |
| Abdi 5 | Marcatori | Kohlbacher 10 |

| Arbitri: | Václav Horáček Jiří Novotný |

|                 |           |               |
| tre giocatori 5 | Marcatori | Radivojević 7 |

### Girone F

#### Classifica
| Pos. | Squadra            | Pt | G | V | N | P | GF | GS  | DR  |
| ---- | ------------------ | -- | - | - | - | - | -- | --- | --- |
| 1.   | Norvegia           | 6  | 3 | 3 | 0 | 0 | 98 | 74  | +24 |
| 2.   | Paesi Bassi        | 4  | 3 | 2 | 0 | 1 | 89 | 70  | +19 |
| 3.   | Argentina          | 2  | 3 | 1 | 0 | 2 | 75 | 87  | -12 |
| 4.   | Macedonia del Nord | 0  | 3 | 0 | 0 | 3 | 77 | 108 | -31 |

#### Risultati
| Arbitri: | Jesper Madsen Mads Hansen |

|                   |           |         |
| Parker, Simonet 5 | Marcatori | Smits 7 |

| Arbitri: | Ádám Biró Oliver Kiss |

|                |           |           |
| Rød, Sagosen 6 | Marcatori | Taleski 7 |

| Arbitri: | Mirta Kurtagic Mattias Wetterwik |

|                         |           |          |
| Kuzmanovski, Peševski 4 | Marcatori | Smits 10 |

| Arbitri: | Amar Konjičanin Dino Konjičanin |

|                 |           |              |
| tre giocatori 5 | Marcatori | D. Simonet 7 |

| Arbitri: | Vaidas Mažeika Mindaugas Katelis |

|           |           |              |
| Taleski 5 | Marcatori | D. Simonet 8 |

| Arbitri: | Matija Gubica Boris Milošević |

|         |           |           |
| Smits 7 | Marcatori | Sagosen 7 |

### Girone G

#### Classifica
| Pos. | Squadra     | Pt | G | V | N | P | GF | GS  | DR  |
| ---- | ----------- | -- | - | - | - | - | -- | --- | --- |
| 1.   | Egitto      | 6  | 3 | 3 | 0 | 0 | 96 | 57  | +39 |
| 2.   | Croazia     | 4  | 3 | 2 | 0 | 1 | 98 | 77  | +21 |
| 3.   | Stati Uniti | 2  | 3 | 1 | 0 | 2 | 66 | 102 | -36 |
| 4.   | Marocco     | 0  | 3 | 0 | 0 | 3 | 70 | 94  | -24 |

#### Risultati
| Arbitri: | Håvard Kleven Lars Jørum |

|             |           |          |
| Harchaoui 5 | Marcatori | Fofana 6 |

| Arbitri: | Ignacio García Andreu Marín |

|           |           |         |
| Mahmoud 7 | Marcatori | Šipić 5 |

| Arbitri: | Julian Lopez Grillo Sebastián Lenci |

|          |           |         |
| Kaddah 7 | Marcatori | Lakbi 5 |

| Arbitri: | María Paolantoni Mariana García |

|           |           |         |
| Karačić 8 | Marcatori | Hines 6 |

| Arbitri: | Marko Sekulić Vladimir Jovandić |

|                  |           |                     |
| Amitović, Chan 4 | Marcatori | quattro giocatori 4 |

| Arbitri: | Charlotte Bonaventura Julie Bonaventura |

|           |           |                       |
| Cindrić 9 | Marcatori | El Hakimy, Rezzouki 5 |

### Girone H

#### Classifica
| Pos. | Squadra   | Pt | G | V | N | P | GF  | GS  | DR  |
| ---- | --------- | -- | - | - | - | - | --- | --- | --- |
| 1.   | Danimarca | 6  | 3 | 3 | 0 | 0 | 113 | 70  | +43 |
| 2.   | Bahrein   | 3  | 3 | 1 | 1 | 1 | 78  | 91  | -13 |
| 3.   | Belgio    | 2  | 3 | 1 | 0 | 2 | 87  | 102 | -15 |
| 4.   | Tunisia   | 1  | 3 | 0 | 1 | 2 | 77  | 92  | -15 |

#### Risultati
| Arbitri: | Gjorgji Načevskij Slave Nikolov |

|          |           |        |
| Jalal 10 | Marcatori | Rzig 8 |

| Arbitri: | María Paolantoni Mariana García |

|              |           |          |
| M. Hansen 10 | Marcatori | Brixhe 5 |

| Arbitri: | Ignacio García Andreu Marín |

|          |           |         |
| Qerimi 6 | Marcatori | Maoua 5 |

| Arbitri: | Robert Schulze Tobias Tönnies |

|          |           |            |
| Gidsel 9 | Marcatori | A. Merza 5 |

| Arbitri: | Julián López Grillo Sebastián Lenci |

|           |           |            |
| Kotters 8 | Marcatori | A. Merza 6 |

| Arbitri: | Ivan Pavićević Miloš Ražnatović |

|           |           |          |
| Darmoul 6 | Marcatori | Gidsel 8 |

## Coppa del Presidente

### Gruppo I

#### Classifica
| Pos. | Squadra        | Pt | G | V | N | P | GF | GS | DR  |
| ---- | -------------- | -- | - | - | - | - | -- | -- | --- |
| 1.   | Cile           | 6  | 3 | 3 | 0 | 0 | 93 | 73 | +20 |
| 2.   | Corea del Sud  | 4  | 3 | 2 | 0 | 1 | 97 | 86 | +11 |
| 3.   | Arabia Saudita | 2  | 3 | 1 | 0 | 2 | 74 | 87 | -13 |
| 4.   | Uruguay        | 0  | 3 | 0 | 0 | 3 | 81 | 99 | -18 |

#### Risultati
| Arbitri: | İbrahim Özdeniz Kürşad Erdoğan |

|                  |           |               |
| Er. Feuchtmann 7 | Marcatori | Al-Abdulali 7 |

| Arbitri: | Alaa Emam Hossam Hedaia |

|         |           |              |
| Rubbo 8 | Marcatori | Ha T., Jin 6 |

| Arbitri: | María Paolantoni Mariana García |

|                  |           |                    |
| Er. Feuchtmann 6 | Marcatori | De Agrela, Rubbo 4 |

| Arbitri: | Duarte Santos Ricardo Fonseca |

|                       |           |         |
| Al-Abbas, Al-Hassan 4 | Marcatori | Jang 11 |

| Arbitri: | Maike Merz Tanja Kuttler |

|        |           |                  |
| Kang 6 | Marcatori | Er. Feuchtmann 9 |

| Arbitri: | Alaa Emam Hossam Hedaia |

|            |           |          |
| Al-Salem 8 | Marcatori | Rubbo 11 |

### Gruppo II

#### Classifica
| Pos. | Squadra            | Pt | G | V | N | P | GF  | GS | DR  |
| ---- | ------------------ | -- | - | - | - | - | --- | -- | --- |
| 1.   | Tunisia            | 6  | 3 | 3 | 0 | 0 | 93  | 78 | +15 |
| 2.   | Macedonia del Nord | 4  | 3 | 2 | 0 | 1 | 108 | 83 | +25 |
| 3.   | Marocco            | 2  | 3 | 1 | 0 | 2 | 78  | 97 | -19 |
| 4.   | Algeria            | 0  | 3 | 0 | 0 | 3 | 77  | 98 | -21 |

#### Risultati
| Arbitri: | Koo Bon-ok Lee Se-ok |

|         |           |                      |
| Daoud 5 | Marcatori | Manaskov, Peševski 7 |

| Arbitri: | Duarte Santos Ricardo Fonseca |

|         |           |        |
| Reida 9 | Marcatori | Rzig 8 |

| Arbitri: | Kürşad Erdoğan Ibrahim Özdeniz |

|        |           |             |
| Abdi 7 | Marcatori | Harchaoui 5 |

| Arbitri: | María Paolantoni Mariana García |

|               |           |           |
| Kuzmanovski 8 | Marcatori | Darmoul 7 |

| Arbitri: | Julian Grillo Sebastián Lenci |

|             |           |        |
| Boughanmi 8 | Marcatori | Abdi 8 |

| Arbitri: | Koo Bon-ok Lee Se-ok |

|               |           |         |
| Kuzmanovski 8 | Marcatori | Zaher 8 |

### Finale 31º posto
| Arbitri: | Lee Se-ok Koo Bon-ok |

|                   |           |                |
| Chaparro, Rubbo 6 | Marcatori | Arib, Yacine 6 |

### Finale 29º posto
| Arbitri: | Maike Merz Tanja Kuttler |

|                 |           |              |
| Moj. Al-Salem 7 | Marcatori | Harchaoui 10 |

### Finale 27º posto
| Arbitri: | Julian Grillo Sebastián Lenci |

|       |           |               |
| Jin 8 | Marcatori | Kuzmanovski 8 |

### Finale 25º posto
| Arbitri: | Marko Sekulić Vladimir Jovandić |

|                  |           |         |
| Er. Feuchtmann 8 | Marcatori | Toumi 8 |

## Turno principale

### Gruppo I

#### Classifica
| Pos. | Squadra    | Pt | G | V | N | P | GF  | GS  | DR  |
| ---- | ---------- | -- | - | - | - | - | --- | --- | --- |
| 1.   | Francia    | 10 | 5 | 5 | 0 | 0 | 165 | 134 | +31 |
| 2.   | Spagna     | 8  | 5 | 4 | 0 | 1 | 149 | 124 | +25 |
| 3.   | Slovenia   | 6  | 5 | 3 | 0 | 2 | 158 | 133 | +25 |
| 4.   | Polonia    | 4  | 5 | 2 | 0 | 3 | 123 | 127 | -4  |
| 5.   | Montenegro | 2  | 5 | 1 | 0 | 4 | 126 | 154 | -28 |
| 6.   | Iran       | 0  | 5 | 0 | 0 | 5 | 125 | 174 | -45 |

#### Risultati
| Arbitri: | Ádám Biró Oliver Kiss |

|                      |           |         |
| Oraei, Sadeghzadeh 4 | Marcatori | Makuc 6 |

| Arbitri: | Mirza Kurtagić Mattias Wetterwik |

|               |           |           |
| Richardson 10 | Marcatori | Božović 6 |

| Arbitri: | Mads Hansen Jesper Madsen |

|                 |           |         |
| tre giocatori 4 | Marcatori | Sićko 7 |

| Arbitri: | Mirza Kurtagić Mattias Wetterwik |

|           |           |             |
| Dolenec 7 | Marcatori | Odriozola 6 |

| Arbitri: | Matija Gubica Boris Milošević |

|                 |           |                  |
| tre giocatori 4 | Marcatori | Briet, Tournat 6 |

| Arbitri: | Arthur Brunner Morad Salah |

|              |           |               |
| M. Vujović 6 | Marcatori | Jędraszczyk 6 |

| Arbitri: | Matija Gubica Boris Milošević |

|           |           |        |
| Vujačić 5 | Marcatori | Vlah 6 |

| Arbitri: | Mindaugas Gatelis Vaidas Mažeika |

|                  |           |             |
| Oraei, Sadeghi 6 | Marcatori | Pietrasik 6 |

| Arbitri: | Gjorgji Načevski Slave Nikolov |

|                |           |               |
| D. Fernández 7 | Marcatori | 4 giocatori 4 |

### Gruppo II

#### Classifica
| Pos. | Squadra    | Pt | G | V | N | P | GF  | GS  | DR  |
| ---- | ---------- | -- | - | - | - | - | --- | --- | --- |
| 1.   | Svezia     | 10 | 5 | 5 | 0 | 0 | 164 | 133 | +31 |
| 2.   | Ungheria   | 6  | 5 | 3 | 0 | 2 | 148 | 147 | +1  |
| 3.   | Islanda    | 6  | 5 | 6 | 0 | 2 | 169 | 158 | +11 |
| 4.   | Portogallo | 5  | 5 | 2 | 1 | 2 | 146 | 133 | +13 |
| 5.   | Brasile    | 3  | 5 | 1 | 1 | 3 | 138 | 151 | -13 |
| 6.   | Capo Verde | 0  | 5 | 0 | 0 | 5 | 138 | 181 | -43 |

#### Risultati
| Arbitri: | Charlotte Bonaventura Julie Bonaventura |

|         |           |           |
| Areia 7 | Marcatori | Dupoux 10 |

| Arbitri: | Youcef Belkhiri Sid Ali Hamidi |

|         |           |              |
| Pina 11 | Marcatori | Guðjónsson 6 |

| Arbitri: | Robert Schulze Tobias Tönnies |

|         |           |         |
| Wanne 9 | Marcatori | Rosta 7 |

| Arbitri: | Maike Merz Tanja Kuttler |

|        |           |         |
| Pina 6 | Marcatori | Areia 9 |

| Arbitri: | Ivan Pavićević Miloš Ražnatović |

|                  |           |         |
| Monta da Silva 6 | Marcatori | Lékai 7 |

| Arbitri: | Gjorgji Načevski Slave Nikolov |

|           |           |          |
| Elísson 8 | Marcatori | Pellas 8 |

| Arbitri: | Marko Sekulić Vladimir Jovandić |

|          |           |               |
| Landim 8 | Marcatori | 3 giocatori 7 |

| Arbitri: | Karim Gasmi Raouf Gasmi |

|          |           |           |
| Dupoux 8 | Marcatori | Elísson 9 |

| Arbitri: | Charlotte Bonaventura Julie Bonaventura |

|              |           |         |
| Pettersson 8 | Marcatori | Areia 8 |

### Gruppo III

#### Classifica
| Pos. | Squadra     | Pt | G | V | N | P | GF  | GS  | DR  |
| ---- | ----------- | -- | - | - | - | - | --- | --- | --- |
| 1.   | Norvegia    | 10 | 5 | 5 | 0 | 0 | 148 | 118 | +30 |
| 2.   | Germania    | 8  | 5 | 4 | 0 | 1 | 163 | 133 | +30 |
| 3.   | Serbia      | 6  | 5 | 3 | 0 | 2 | 155 | 141 | +14 |
| 4.   | Paesi Bassi | 4  | 5 | 2 | 0 | 3 | 143 | 141 | +2  |
| 5.   | Argentina   | 2  | 5 | 1 | 0 | 4 | 107 | 150 | -43 |
| 6.   | Qatar       | 0  | 5 | 0 | 0 | 5 | 120 | 153 | -33 |

#### Risultati
| Arbitri: | Mindaugas Gatelis Vaidas Mažeika |

|           |           |                    |
| Madadi 11 | Marcatori | Smits, ten Velde 7 |

| Arbitri: | Václav Horáček Jiří Novotný |

|                 |           |                 |
| tre giocatori 5 | Marcatori | Martínez Cami 5 |

| Arbitri: | Arthur Brunner Morad Salah |

|                     |           |                 |
| Barthold, Sagosen 5 | Marcatori | tre giocatori 5 |

| Arbitri: | Youcef Belkhiri Sid Ali Hamidi |

|               |           |            |
| Radivojević 6 | Marcatori | Lombardi 9 |

| Arbitri: | Ádám Bíró Olivér Kiss |

|           |           |                         |
| Abdalla 5 | Marcatori | Bjørnsen, Johannessen 6 |

| Arbitri: | Mads Hansen Jesper Madsen |

|         |           |         |
| Smits 6 | Marcatori | Knorr 9 |

| Arbitri: | Duarte Santos Ricardo Fonseca |

|          |           |              |
| Madadi 8 | Marcatori | I. Pizarro 9 |

| Arbitri: | Václav Horáček Jiří Novotný |

|                 |           |           |
| Milosavljević 9 | Marcatori | Baijens 7 |

| Arbitri: | Boris Milošević Matija Gubica |

|         |           |               |
| Knorr 8 | Marcatori | Johannessen 5 |

### Gruppo IV

#### Classifica
| Pos. | Squadra     | Pt | G | V | N | P | GF  | GS  | DR  |
| ---- | ----------- | -- | - | - | - | - | --- | --- | --- |
| 1.   | Danimarca   | 9  | 5 | 4 | 1 | 0 | 174 | 130 | +44 |
| 2.   | Egitto      | 8  | 5 | 4 | 0 | 1 | 150 | 118 | +32 |
| 3.   | Croazia     | 7  | 5 | 3 | 1 | 1 | 171 | 143 | +28 |
| 4.   | Bahrein     | 4  | 5 | 2 | 0 | 3 | 137 | 160 | -23 |
| 5.   | Stati Uniti | 2  | 5 | 1 | 0 | 4 | 113 | 162 | -49 |
| 6.   | Belgio      | 0  | 5 | 0 | 0 | 5 | 132 | 164 | -32 |

#### Risultati
| Arbitri: | Karim Gasmi Raouf Gasmi |

|             |           |              |
| Hoddersen 6 | Marcatori | Al-Sayyad 11 |

| Arbitri: | Bojan Lah David Sok |

|           |           |          |
| Mahmoud 7 | Marcatori | Danesi 9 |

| Arbitri: | Ignacio García Andreu Marín |

|           |           |         |
| Pytlick 9 | Marcatori | Šipić 9 |

| Arbitri: | Ignacio García Andreu Marín |

|            |           |            |
| A. Merza 6 | Marcatori | El-Deraa 5 |

| Arbitri: | Håvard Kleven Lars Jørum |

|           |           |               |
| Jelinić 6 | Marcatori | 3 giocatori 4 |

| Arbitri: | Julian Grillo Sebastián Lenci |

|             |           |             |
| Hoddersen 5 | Marcatori | Jørgensen 8 |

| Arbitri: | Robert Schulze Tobias Tönnies |

|                     |           |                 |
| quattro giocatori 4 | Marcatori | Kotters, Ooms 4 |

| Arbitri: | Håvard Kleven Lars Jørum |

|                       |           |          |
| Glavaš, Martinović 11 | Marcatori | Qambar 7 |

| Arbitri: | Bojan Lah David Sok |

|            |           |                   |
| Abdelhak 6 | Marcatori | Gidsel, Pytlick 8 |

## Fase finale

### Tabellone
|  | Finale 5° posto | Finale 5° posto | Finale 5° posto |  |      | Semifinali 5°-8° posto | Semifinali 5°-8° posto | Semifinali 5°-8° posto |  |     | Quarti di finale | Quarti di finale | Quarti di finale |    |        | Semifinali | Semifinali | Semifinali |     |                 | Finale          | Finale          | Finale |
|  |                 |                 |                 |  |      |                        |                        |                        |  |     |                  |                  |                  |    |        |            |            |            |     |                 |                 |                 |        |
|  |                 |                 |                 |  |      |                        |                        |                        |  |     | I1               | Francia          | 35               |    |        |            |            |            |     |                 |                 |                 |        |
|  |                 |                 |                 |  |      |                        |                        |                        |  |     | III2             | Germania         | 28               |    |        |            |            |            |     |                 |                 |                 |        |
|  |                 |                 |                 |  |      | III2                   | Germania (d.t.s.)      | 35                     |  |     |                  |                  |                  |    | I1     | Francia    | 31         |            |     |                 |                 |                 |        |
|  |                 |                 |                 |  |      | IV2                    | Egitto                 | 34                     |  |     |                  |                  |                  |    | II1    | Svezia     | 26         |            |     |                 |                 |                 |        |
|  |                 |                 |                 |  |      |                        |                        |                        |  | II1 | Svezia           | 26               |                  |    |        |            |            |            |     |                 |                 |                 |        |
|  |                 |                 |                 |  |      |                        |                        |                        |  |     | IV2              | Egitto           | 22               |    |        |            |            |            |     |                 |                 |                 |        |
|  | III2            | Germania        | 28              |  |      |                        |                        |                        |  |     |                  |                  |                  |    |        |            |            |            |     | I1              | Francia         | 29              |        |
|  | III1            | Norvegia        | 24              |  |      |                        |                        |                        |  |     |                  |                  |                  |    |        |            |            |            | IV1 | Danimarca       | 34              |                 |        |
|  |                 |                 |                 |  |      |                        |                        |                        |  |     | III1             | Norvegia         | 34               |    |        |            |            |            |     |                 |                 |                 |        |
|  |                 |                 |                 |  |      |                        |                        |                        |  |     | I2               | Spagna (d.t.s.)  | 35               |    |        |            |            |            |     |                 |                 |                 |        |
|  |                 |                 |                 |  | III1 | Norvegia               | 33                     |                        |  |     |                  |                  |                  | I2 | Spagna | 23         |            |            |     |                 |                 |                 |        |
|  | Finale 7° posto | Finale 7° posto | Finale 7° posto |  |      | II2                    | Ungheria               | 25                     |  |     |                  |                  |                  |    | IV1    | Danimarca  | 26         |            |     | Finale 3° posto | Finale 3° posto | Finale 3° posto |        |
|  | IV2             | Egitto (d.t.s.) | 36              |  |      |                        |                        |                        |  |     | IV1              | Danimarca        | 40               |    |        |            |            |            |     | II1             | Svezia          | 36              |        |
|  | II2             | Ungheria        | 35              |  |      |                        |                        |                        |  |     | II2              | Ungheria         | 23               |    |        |            |            |            |     |                 | I2              | Spagna          | 39     |

### Quarti di finale
| Arbitri: | Arthur Brunner Morad Salah |

|          |           |               |
| Gidsel 9 | Marcatori | Bodó, Lékai 6 |

| Arbitri: | Bojan Lah David Sok |

|            |           |                   |
| Bjørnsen 9 | Marcatori | Fernández Pérez 8 |

| Arbitri: | Ignacio García Andreu Marín |

|          |           |                   |
| Ekberg 6 | Marcatori | Kaddah, Mahmoud 5 |

| Arbitri: | Mads Hansen Jesper Madsen |

|                    |           |         |
| Fabregas, Remili 5 | Marcatori | Golla 6 |

### Semifinali 5º-8º posto
| Arbitri: | Gjorgji Načevski Slave Nikolov |

|         |           |                     |
| Knorr 7 | Marcatori | Y. El-Deraa, Zein 7 |

| Arbitri: | Charlotte Bonaventura Julie Bonaventura |

|           |           |         |
| Sagosen 7 | Marcatori | Lékai 6 |

### Semifinali
| Arbitri: | Robert Schulze Tobias Tönnies |

|                 |           |           |
| A. Dujshebaev 5 | Marcatori | Pytlick 6 |

| Arbitri: | Václav Horáček Jiří Novotný |

|            |           |                  |
| Fabregas 6 | Marcatori | Eric Johansson 5 |

### Finale 7º posto
| Arbitri: | Mirza Kurtagic Mattias Wetterwik |

|         |           |               |
| Zein 12 | Marcatori | Bodó, Lékai 7 |

### Finale 5º posto
| Arbitri: | Ignacio García Andreu Marín |

|                 |           |            |
| tre giocatori 5 | Marcatori | Gullerud 6 |

### Finale 3º posto
| Arbitri: | Charlotte Bonaventura Julie Bonaventura |

|            |           |         |
| Figueras 9 | Marcatori | Wanne 9 |

### Finalissima
| Arbitri: | Gjorgji Načevski Slave Nikolov |

|                                                                                           |           | |
| Remili 6 Mem 5 Richardson 4 Fabregas 3 Prandi 3 Tournat 3 Lenne 2 Lagarde 1 Mahé 1 Nahi 1 | Marcatori | Lauge 10 Pytlick 9 Gidsel 6 Kirkeløkke 2 Mensah Larsen 2 Saugstrup 2 Hald 1 M. Hansen 1 Jakobsen 1 |

## Classifica finale
| Pos. | Squadra            |
| ---- | ------------------ |
| 1    | Danimarca          |
| 2    | Francia            |
| 3    | Spagna             |
| 4    | Svezia             |
| 5    | Germania           |
| 6    | Norvegia           |
| 7    | Egitto             |
| 8    | Ungheria           |
| 9    | Croazia            |
| 10   | Slovenia           |
| 11   | Serbia             |
| 12   | Islanda            |
| 13   | Portogallo         |
| 14   | Paesi Bassi        |
| 15   | Polonia            |
| 16   | Bahrein            |
| 17   | Brasile            |
| 18   | Montenegro         |
| 19   | Argentina          |
| 20   | Stati Uniti        |
| 21   | Belgio             |
| 22   | Qatar              |
| 23   | Capo Verde         |
| 24   | Iran               |
| 25   | Tunisia            |
| 26   | Cile               |
| 27   | Macedonia del Nord |
| 28   | Corea del Sud      |
| 29   | Arabia Saudita     |
| 30   | Marocco            |
| 31   | Algeria            |
| 32   | Uruguay            |

|  | Qualificata alle Olimpiadi 2024 e al Campionato mondiale maschile di pallamano 2025 |

## Statistiche

### Classifica marcatori
Fonte: IHF.
| Pos. | Nome               | Nazionale   | Reti | Tiri | %   |
| ---- | ------------------ | ----------- | ---- | ---- | --- |
| 1    | Mathias Gidsel     | Danimarca   | 60   | 80   | 75% |
| 2    | Erwin Feuchtmann   | Cile        | 54   | 77   | 70% |
| 3    | Juri Knorr         | Germania    | 53   | 85   | 62% |
| 4    | Simon Pytlick      | Danimarca   | 51   | 70   | 73% |
| 5    | Bjarki Már Elísson | Islanda     | 45   | 59   | 76% |
| 6    | Richárd Bodó       | Ungheria    | 44   | 74   | 59% |
| 6    | Alex Dujshebaev    | Spagna      | 44   | 65   | 68% |
| 6    | Kay Smits          | Paesi Bassi | 44   | 66   | 67% |
| 9    | Mikkel Hansen      | Danimarca   | 41   | 60   | 68% |
| 9    | Ali Zein           | Egitto      | 41   | 64   | 64% |

## Premi individuali
Migliori giocatori del torneo.
| Ruolo              | Giocatore        |
| ------------------ | ---------------- |
| Migliore giocatore | Mathias Gidsel   |
| Portiere           | Andreas Wolff    |
| Ala sinistra       | Ángel Fernández  |
| Terzino sinistro   | Simon Pytlick    |
| Centrale           | Nedim Remili     |
| Terzino destro     | Alex Dujshebaev  |
| Ala destra         | Niclas Ekberg    |
| Pivot              | Ludovic Fabregas |
| Miglior giovane    | Juri Knorr       |